# استمفورد بریج، ایست رادینگ آو یورک‌شر
استمفورد بریج (به انگلیسی: Stamford Bridge) یک روستا و محله مدنی در بریتانیا است که در ایست رادینگ آو یورک‌شر واقع شده‌ است. استمفورد بریج ۳٬۵۲۸ نفر جمعیت دارد.